# Иргиз (футбольный клуб)
«Иргиз» — футбольный клуб из города Балаково Саратовской области, существовавший в 1992—1994 годах. Выступал во Второй лиге Первенства России и Кубке России.

## История
Основан в 1992 году. Клуб существовал при концерне «Иргиз» (предприятие — производитель минеральных удобрений), возглавляемого Леонидом Бутовским (ранее являлся директором Балаковского химического комбината, при котором существовала другая балаковская команда — «Корд»). В начале июня 1994 года был расформирован из-за ухудшившегося финансового положения генерального спонсора и прекратившегося финансирования.
Лучшие достижения команды: Первенство России по футболу — 3-е место в 3-й зоне Второй лиги (1993).
Кубок России по футболу — 1/8 финала (1993/1994).

## Выступление в первенствах России
| Сезон | Дивизион        | Зона     | Место    | И  | В  | Н  | П  | М     | О  |
| ----- | --------------- | -------- | -------- | -- | -- | -- | -- | ----- | -- |
| 1992  | Вторая лига ПФЛ | 2-я зона | 11 из 22 | 42 | 20 | 5  | 17 | 88—55 | 47 |
| 1993  | Вторая лига ПФЛ | 3-я зона | из 18    | 34 | 19 | 9  | 6  | 58—26 | 45 |
| 1994  | Вторая лига ПФЛ | Центр    | —*       | —* | —* | —* | —* | —*    | —* |

* Снялся после 8 игр, результаты матчей (+1=3-4, 6-12) аннулированы.
В 1992 году одержал победу над командой «Текстильщик»-д Камышин со счётом 14:0. Эта победа до 2001 года оставалась рекордной в российских чемпионатах (первенствах).

## Выступление в Кубках России
| Сезон | Стадия       | Последний соперник — счёт, дома (д)/в гостях (г) |
| ----- | ------------ | ------------------------------------------------ |
| 1992  | 1/128 финала | «Звезда-Русь» Городище — 1:2, г                  |
| 1993  | 1/8 финала   | «Ротор» Волгоград — 0:5, г                       |
| 1994  | 1/128 финала | «Зенит» Пенза — 0:1, г                           |